# إريك ييلين
إريك ييلين (بالألمانية: Eric Jelen) مواليد 11 مارس 1965 في ترير، هو لاعب كرة مضرب ألماني سابق بدأ مسيرته كمحترف سنة 1982 وكان يلعب باليد اليمنى، اعتزل اللعب في 1992. أعلى تصنيف له في الفردي كان المركز الـ 23 في سنة 1986. سبق أن شارك في دورة الألعاب الأولمبية الصيفية.

## روابط خارجية
- إريك ييلين على موقع رابطة محترفي التنس (الإنجليزية)
- إريك ييلين على موقع الاتحاد الدولي لكرة المضرب (الإنجليزية)
- إريك ييلين على موقع كأس ديفيز (الإنجليزية)
- إريك ييلين على موقع خلاصة التنس.كوم (الإنجليزية)
- إريك ييلين على موقع إي إس بي إن.كوم (الإنجليزية)
- إريك ييلين على موقع أوليمبيديا (الإنجليزية)